# Кристалічний полімер
Кристалі́чний поліме́р (рос. кристаллический полимер, англ. crystalline polymer) — полімер, фазовий стан якого відзначається утворенням високовпорядкованих областей (кристалітів), що зумовлює ряд специфічних властивостей. Одно- або двовимірне впорядкування приводить до структур мезофази. Розміри впорядкованості можуть бути малі, близько 2 нм, і є меншими звичайно, ніж 50 нм в одному напрямку.
Низькомолекулярні полімери можна отримати навіть у вигляді монокристалів (наприклад, поліетилен, полістирол). Звичайно ж кристалічні полімери є полікристалічними тілами, в яких довжина витягненої макромолекули перевищує розміри кристаліта, де повторюваною одиницею кристалічних ґраток є не ціла молекула, а лише її ланка. Є структури лише з елементами кристалічної впорядкованості (поліакрилонітрил). У кристалічних полімерах ланцюги розташовані взаємопаралельно, хоча сусідні ланцюги з однаковою конформацією можуть відрізнятись хіральністю чи орієнтацією.